# Kleszczyna (gromada)
Kleszczyna (do 30 XII 1961 Skic) – dawna gromada, czyli najmniejsza jednostka podziału terytorialnego Polskiej Rzeczypospolitej Ludowej w latach 1954–1972.
Gromady, z gromadzkimi radami narodowymi (GRN) jako organami władzy najniższego stopnia na wsi, funkcjonowały od reformy reorganizującej administrację wiejską przeprowadzonej jesienią 1954 do momentu ich zniesienia z dniem 1 stycznia 1973, tym samym wypierając organizację gminną w latach 1954–1972.
Gromadę Kleszczyna z siedzibą GRN w Kleszczynie utworzono 31 grudnia 1961 w powiecie złotowskim w woj. koszalińskim w związku z przeniesieniem siedziby GRN gromady Skic (wzmocnionej tego samego dnia o wsie Nowa Święta i Wąsosz) ze Skica do Kleszczyny i zmianą nazwy jednostki na gromada Kleszczyna; równocześnie do nowo utworzonej gromady Kleszczyna włączono obszar zniesionej gromady Buntowo w tymże powiecie.
W 1965 roku gromadą zarządzało 25 członków gromadzkiej rady narodowej.
Gromada przetrwała do końca 1972 roku, czyli do kolejnej reformy gminnej. 1 stycznia 1973 w powiecie złotowskim reaktywowano zniesioną w 1954 roku gminę Kleszczyna. Gminę Kleszczyna zniesiono 1 stycznia 1977.